# 福原蓮士
福原 蓮士（ふくはら れんじ）は、日本の漫画家。

## 作品リスト
- 2009年 - 原案：岩原ケイシの『ウィザードリィZEO』（別冊マガジン・講談社）作画担当。
- 2012年 - 原作：初美陽一の『ライジン×ライジン』（月刊ドラゴンエイジ・富士見書房）にて作画を担当。
- 2015年
  - 1月『煉獄ゲーム』作画：北野弘務, 原案：江崎双六 （ヤングマガジン海賊版・講談社）にて構成を担当。
  - 9月『御伽のレガリア』（月刊ドラゴンエイジ・富士見書房）を連載。
- 2017年11月 - 原作：江本マシメサの『エノク第二部隊の遠征ごはん』（ドラドラドラゴンエイジ→ドラドラしゃーぷ#・KADOKAWA）にて作画を担当。
- 2019年9月 - 原作：つちせ八十八の『スコップ無双 「スコップ波動砲!」( `・ω・´)♂〓〓〓〓★(゜Д ゜ ;;;).:∴ドゴォォ』（ドラドラしゃーぷ＃→ドラドラふらっと♭・KADOKAWA）にて作画を担当。
- 2023年6月 - 原作：三嶋与夢の『あの乙女ゲーは俺たちに厳しい世界です』（ドラドラふらっと♭・KADOKAWA）にて作画を担当。

## 師匠
- 関口太郎